# Маккарти, Джулианна
Джулиа́нна МакКа́рти (англ. Julianna McCarthy; род. 17 августа 1929, Эри, Пенсильвания) — американская актриса

.

## Биография
Джулианна МакКарти родилась 17 августа 1929 года в Эри (штат Пенсильвания, США).
В 1953—1972 годы Джулианна была замужем за актёром Майклом Константином. В браке у них родилось двое детей — дочь Тея Айлин Константин (род. 1956), в прошлом актриса, и Брендан Нил Константин (род. 1966), ставший поэтом.

## Карьера
МакКарти была оригинальной актрисой из мыльной оперы «Молодые и дерзкие» с 1973-го по 1986-й год в роли матриарха Лиз Фостер. Она возвращалась к роли в 1993, 2003—2004 и 2008 годах, вернувшись в качестве финального появления в июне 2010 года. Контракт с ней завершился в конце осени 1982 года и она не появлялась в опере в течение нескольких месяцев, вернувшись на регулярной основе во время десятой годовщины шоу, появляясь полу-регулярно в течение следующих нескольких лет, пока её героиня Лиз не переехала в Лондон. Позже она вернулась после того, как Джилл родила сына, Билли, и была полу-регулярной актрисой во время 20-летнего юбилея шоу, когда больная Лиз заявила, что Джилл была усыновлена. Её сюжетная линия касалась решимости Джилл найти своих родителей. Персонаж Лиз умерла в июне 2010 года на экране.
Маккарти также появилась в таких фильмах, как «Последний девственник Америки», «Достопочтенный джентльмен», «Страшилы», «Звездный десант» и «Потрошитель».
У неё была роль второго планы, Милы, в научно-фантастическом сериале «Звёздный путь: Глубокий космос 9», где она появилась в эпизодах в эпизодах «Невероятная причина», «Псы войны» и заключительном эпизоде «Что останется после тебя». МакКарти также появилась в эпизоде телесериала «Клиент всегда мёртв».

## Избранная фильмография
| Год       |   | Русское название                 | Оригинальное название       | Роль               |
| --------- | - | -------------------------------- | --------------------------- | ------------------ |
| 1981      | с | Лу Грант                         | Lou Grant                   | Огаста             |
| 1981      | с | Блюз Хилл-стрит                  | Hill Street Blues           | Доктор Дэвис       |
| 1982      | ф | Последний девственник Америки    | The Last American Virgin    | Консультант        |
| 1986      | с | Закон Лос-Анджелеса              | L.A. Law                    | Фрэнсис Клиффорд   |
| 1986—2010 | с | Молодые и дерзкие                | The Young and the Restless  | Лиз Фостер-Брукс   |
| 1987      | с | Кегни и Лейси                    | Cagney & Lacey              | Энни               |
| 1990      | ф | Первая сила                      | The First Power             | Бабушка            |
| 1991      | ф | Лос-анджелесская история         | L.A. Story                  | Женщина            |
| 1991      | с | Мэтлок                           | Matlock                     | Лиллиан Эббот      |
| 1992      | ф | Достопочтенный джентльмен        | The Distinguished Gentleman | Голубоволосая леди |
| 1993      | ф | На расстоянии удара              | Striking Distance           | Судья Хелен Крамер |
| 1993      | ф | Под угрозой смерти               | Donato and Daughter         | Адель Лоринг       |
| 1994      | ф | Когда тайное становится явным    | When the Bough Breaks       | Миссис Восс        |
| 1994—2002 | с | Скорая помощь                    | ER                          | Миссис Раскин      |
| 1995—1999 | с | Звёздный путь: Глубокий космос 9 | Star Trek: Deep Space Nine  | Мила               |
| 1996      | с | Мелроуз-Плейс                    | Melrose Place               | Мейбел             |
| 1996      | ф | Страшилы                         | The Frighteners             | Старая Леди Брэдли |
| 1997      | ф | Звездный десант                  | Starship Troopers           | Эксперт            |
| 1998      | с | Профайлер                        | Profiler                    | Агнес МакМиллан    |
| 2000      | с | Полиция Нью-Йорка                | NYPD Blue                   | Миссис Кеньон      |
| 2001      | с | Опять и снова                    | Once and Again              | Нана               |
| 2001      | с | Прикосновение ангела             | Touched by an Angel         | Кэтрин Найт        |
| 2001      | с | Клиент всегда мёртв              | Six Feet Under              | Беатрис            |
| 2002      | ф | Потрошитель                      | Ted Bundy                   | Профессор          |
| 2006      | с | Отряд «Антитеррор»               | The Unit                    | Маргарет           |
| 2007      | с | Детектив Раш                     | Cold Case                   | Пенни Кентаво'07   |
| 2010      | с | Морская полиция: Лос-Анджелес    | NCIS: Los Angeles           | Эстер Балмор       |